# Sprachen Indiens

Die Sprachfamilien Indiens

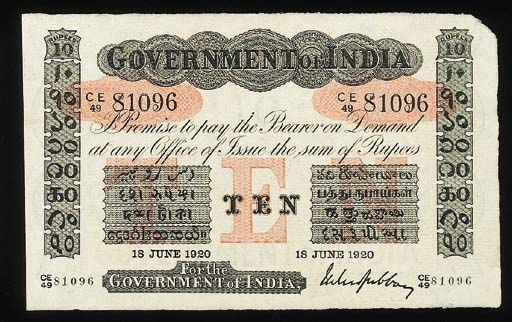
10-Rupien-Banknote von 1920 mit Wertangabe in verschiedenen Sprachen Indiens

Zu den Sprachen Indiens gehören über 100 Sprachen verschiedener Sprachfamilien. Die erste sprachwissenschaftliche Untersuchung zu dem Thema, The Linguistic Survey of India (1903–1927), gab für das heutige Indien und Pakistan die Anzahl der Sprachen mit 179, die der Dialekte mit 544 an. Die indische Regierung zählte im Zensus von 2011 insgesamt 121 Sprachen. Trotz oder vielmehr aufgrund dieser Sprachvielfalt gibt es keine Nationalsprachen für die indische Republik.

## Sprachfamilien
Die in Indien gesprochenen Sprachen teilen sich in vier Sprachfamilien ein.
- Die größte Gruppe bilden die (nach Zählung des Zensus) 21 indoarischen Sprachen u. a. mit Hindi, Bengali und Urdu, deren Sprecher 78,1 % der Bevölkerung ausmachen.
- Die 17 vorwiegend in Südindien gesprochenen dravidischen Sprachen werden von insgesamt 19,6 % der Bevölkerung gesprochen.
- In Zentralindien sind 14 Vertreter der austroasiatischen Sprachfamilie (Munda- und Mon-Khmer-Sprachen) verbreitet, deren Sprecher einen Anteil von 1,1 % ausmachen.
- Von der Anzahl der Sprachen her ist die tibeto-birmanische Sprachfamilie mit 66 die größte, diese werden aber von nur 1,0 % der Bevölkerung gesprochen.

Des Weiteren registriert der Zensus kleine Zahlen an Sprechern des Englischen (eines Vertreters des germanischen Zweigs der indogermanischen Sprachen), des Afghanischen bzw. Paschtunischen (eines Vertreters des iranischen Zweigs der indogermanischen Sprachen) sowie des Arabischen (einer afroasiatischen Sprache).

## Hindi-Problematik
Die genaue Zahl der in Indien gesprochenen Sprachen ist schwer zu ermitteln und hängt von der Einstufung als Dialekt des Hindi oder Einzelsprache ab, wobei viele linguistisch gesehen eigenständige Sprachen aus rein politischen Gründen zu Hindi gerechnet werden, um dessen Status zu erhöhen. So ist die Klassifizierung des Zensus politisch beeinflusst, wodurch Sprachen wie Bhojpuri oder Rajasthani dort als Hindi-Dialekte gezählt werden. Als erste Konsequenz konnte man 1995 die „Abspaltung“ des Maithili von Hindi beobachten.

## Amtssprachen der Zentralregierung
Die indische Verfassung sieht Hindi und Englisch als Amtssprachen der Zentralregierung vor. Nach den ursprünglichen Plänen sollte Englisch diesen gleichberechtigten Status 1965 verlieren, auf den Status einer im achten Anhang („Eighth Schedule“) der indischen Verfassung gelisteten Sprache („scheduled language“) zurückgestuft werden und in einem noch festzulegenden Prozess auch diesen Status später verlieren. Insbesondere durch den Widerstand der südindischen Bundesstaaten, allen voran Tamil Nadu, und einzelner nordindischer Staaten wie Westbengalen wurde dieser einseitige Plan aufgegeben. Die Formel dazu lautete in der Formulierung Jawaharlal Nehrus (am 7. August 1959 in einer Rede vor der Lok Sabha): „Am Gebrauch des Englischen wird so lange festgehalten, wie es die nicht-hindisprachigen Völker wünschen.“

## Amtssprachen in den Bundesstaaten

Die am häufigsten gesprochenen Sprachen in den indischen Bundesstaaten und Unionsterritorien (nicht immer identisch mit den jeweiligen Amtssprachen)

Die Bundesstaaten Indiens legen ihre eigenen regionalen Amtssprachen fest. 22 Sprachen werden im Anhang 8 der Verfassung gelistet (scheduled languages), wodurch sie in der Amtssprachenkommission Indiens vertreten sind. Nach Art. 345 der Verfassung steht es den Bundesstaaten frei, eine oder mehrere regional verbreitete Sprachen zur Amtssprache zu erheben, unabhängig davon, ob sie im Anhang 8 aufgeführt sind oder nicht.
In der ersten, 1949 verabschiedeten Version der Verfassung waren 14 Amtssprachen vorgesehen. Dies waren: Hindi, Urdu, Bengali, Tamil, Gujarati, Kannada, Malayalam, Marathi, Oriya, Telugu, Asamiya, Kashmiri, Punjabi, Sanskrit. Im Jahr 1967 kam mit dem 21. Verfassungszusatz Sindhi hinzu (viele Hindus aus der pakistanischen Provinz Sindh waren nach der Unabhängigkeit nach Indien emigriert), 1992 mit dem 71. Verfassungszusatz Konkani, Manipuri (Meitei) und Nepali, sowie 2004 mit dem 96. Verfassungszusatz Bodo, Dogri, Maithili und Santali.

## Liste der Sprachen

### In der Verfassung gelistete Sprachen (scheduled languages)

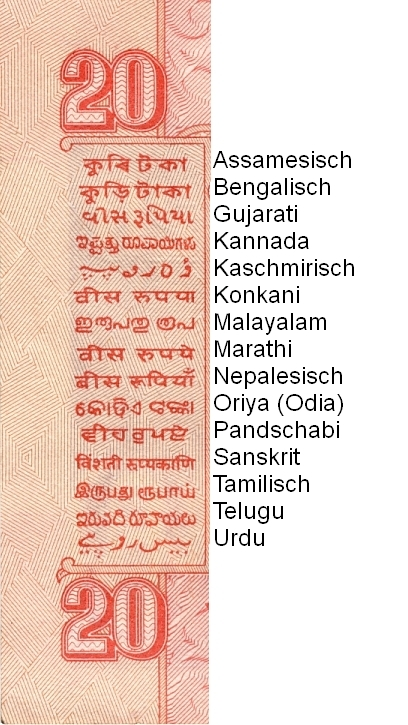
Rückseite einer indischen 20-Rupien-Banknote (Ausschnitt), mit Beschriftung in 15 der Landessprachen Indiens

| Sprache           | Sprachgruppe            | Sprecherzahl Zensus 2011 | %      | Gesprochen in |
| ----------------- | ----------------------- | ------------------------ | ------ | --- |
| Assamesisch       | Indoarisch              | 15.311.351               | 1,3 %  | Assam |
| Bengalisch        | Indoarisch              | 97.237.669               | 8,0 %  | Westbengalen, Tripura                                                                                                   |
| Bodo (Boro)       | Tibeto-birmanisch       | 1.482.929                | 0,1 %  | Assam |
| Dogri             | Indoarisch              | 2.596.767                | 0,2 %  | Jammu und Kashmir |
| Gujarati          | Indoarisch              | 55.492.554               | 4,6 %  | Gujarat, Dadra und Nagar Haveli und Daman und Diu                                                                       |
| Hindi             | Indoarisch              | 528.347.193              | 43,6 % | Uttar Pradesh, Rajasthan, Madhya Pradesh, Bihar, Haryana, Himachal Pradesh, Jharkhand, Chhattisgarh, Uttarakhand, Delhi |
| Kannada           | Dravidisch              | 43.706.512               | 3,6 %  | Karnataka |
| Kashmiri          | Indoarisch              | 6.797.587                | 0,6 %  | Jammu und Kashmir |
| Konkani           | Indoarisch              | 2.256.502                | 0,2 %  | Goa |
| Maithili          | Indoarisch              | 13.583.464               | 1,1 %  | Bihar |
| Malayalam         | Dravidisch              | 34.838.819               | 2,9 %  | Kerala, Lakshadweep |
| Meitei (Manipuri) | Tibeto-birmanisch       | 1.761.079                | 0,2 %  | Manipur |
| Marathi           | Indoarisch              | 83.026.680               | 6,9 %  | Maharashtra |
| Nepali            | Indoarisch              | 2.926.168                | 0,2 %  | Sikkim, Westbengalen |
| Oriya (Odia)      | Indoarisch              | 37.521.324               | 3,1 %  | Orissa |
| Panjabi           | Indoarisch              | 33.124.726               | 2,7 %  | Punjab, Chandigarh, Haryana, Delhi                                                                                      |
| Sanskrit          | Indoarisch              | 24.821                   | —      | — |
| Santali           | Austroasiatisch (Munda) | 7.368.192                | 0,6 %  | Westbengalen, Jharkhand                                                                                                 |
| Sindhi            | Indoarisch              | 2.772.264                | 0,2 %  | (Hindu-Auswanderer aus Sindh, Pakistan, v. a. in Gujarat, Maharashtra)                                                  |
| Tamil             | Dravidisch              | 69.026.881               | 5,7 %  | Tamil Nadu, Puducherry                                                                                                  |
| Telugu            | Dravidisch              | 81.127.740               | 6,7 %  | Andhra Pradesh, Telangana                                                                                               |
| Urdu              | Indoarisch              | 50.772.631               | 4,9 %  | Delhi, Uttar Pradesh, Bihar, Maharashtra, Telangana, Andhra Pradesh, Karnataka                                          |

### Weitere Sprachen
Im Zensus von 2011 werden folgende 99 weitere Sprachen (non scheduled languages) aufgelistet:
| Sprache                 | Sprachgruppe      | Sprecherzahl Zensus 2011 | Gesprochen in                                        |
| ----------------------- | ----------------- | ------------------------ | ---------------------------------------------------- |
| Adi                     | Tibeto-birmanisch | 248.834                  | Arunachal Pradesh                                    |
| Afghani (Pashto/Kabuli) | Iranisch          | 21.677                   | Jammu und Kashmir                                    |
| Anal                    | Tibeto-birmanisch | 27.217                   | Manipur                                              |
| Angami                  | Tibeto-birmanisch | 152.796                  | Nagaland                                             |
| Ao                      | Tibeto-birmanisch | 260.008                  | Nagaland                                             |
| Arabisch                | Afroasiatisch     | 54.947                   | –                                                    |
| Balti                   | Tibeto-birmanisch | 13.774                   | Ladakh                                               |
| Bhili (Bhilodi)         | Indoarisch        | 10.413.637               | Rajasthan, Madhya Pradesh, Maharashtra               |
| Bhotia                  | Tibeto-birmanisch | 229.954                  | Arunachal Pradesh, Sikkim                            |
| Bhumij                  | Austroasiatisch   | 27.506                   | Jharkhand, Westbengalen, Chhattisgarh                |
| Bishnupriya             | Indoarisch        | 79.646                   | Assam, Tripura                                       |
| Chakesang               | Tibeto-birmanisch | 19.846                   | Nagaland                                             |
| Chakru (Chokri)         | Tibeto-birmanisch | 91.216                   | Nagaland                                             |
| Chang                   | Tibeto-birmanisch | 66.852                   | Nagaland                                             |
| Coorgi (Kodagu)         | Dravidisch        | 113.857                  | Karnataka                                            |
| Deori                   | Tibeto-birmanisch | 32.376                   | Assam, Arunachal Pradesh                             |
| Dimasa                  | Tibeto-birmanisch | 137.184                  | Assam                                                |
| Englisch                | Germanisch        | 259.678                  | –                                                    |
| Gadaba                  | Austroasiatisch   | 40.976                   | Odisha, Andhra Pradesh                               |
| Gangte                  | Tibeto-birmanisch | 16.542                   | Manipur                                              |
| Garo                    | Tibeto-birmanisch | 1.145.323                | Meghalaya                                            |
| Gondi                   | Dravidisch        | 2.984.453                | Madhya Pradesh, Chhattisgarh, Maharashtra, Telangana |
| Halabi                  | Indoarisch        | 766.297                  | Chhattisgarh                                         |
| Halam                   | Tibeto-birmanisch | 38.915                   | Tripura                                              |
| Hmar                    | Tibeto-birmanisch | 98.988                   | Manipur, Assam, Mizoram                              |
| Ho                      | Austroasiatisch   | 1.421.418                | Jharkhand, Odisha                                    |
| Jatapu                  | Dravidisch        | 20.028                   | Andhra Pradesh                                       |
| Juang                   | Austroasiatisch   | 30.378                   | Odisha                                               |
| Kabui                   | Tibeto-birmanisch | 122.931                  | Manipur                                              |
| Karbi (Mikir)           | Tibeto-birmanisch | 528.503                  | Assam                                                |
| Khandeshi               | Indoarisch        | 1.860.236                | Maharashtra                                          |
| Kharia                  | Austroasiatisch   | 297.614                  | Jharkhand, Odisha                                    |
| Khasi                   | Austroasiatisch   | 1.431.344                | Meghalaya                                            |
| Khezha                  | Tibeto-birmanisch | 41.625                   | Nagaland, Manipur                                    |
| Khiemnungan             | Tibeto-birmanisch | 61.983                   | Nagaland                                             |
| Khond (Kondh)           | Dravidisch        | 155.548                  | Odisha, Andhra Pradesh                               |
| Kinnauri                | Tibeto-birmanisch | 83.561                   | Himachal Pradesh                                     |
| Kisan                   | Dravidisch        | 206.100                  | Odisha                                               |
| Koch                    | Tibeto-birmanisch | 36.434                   | Meghalaya, Assam                                     |
| Koda (Kora)             | Austroasiatisch   | 47.268                   | Westbengalen                                         |
| Kolami                  | Dravidisch        | 128.451                  | Maharashtra, Telangana                               |
| Kom                     | Tibeto-birmanisch | 15.108                   | Manipur                                              |
| Konda                   | Dravidisch        | 60.699                   | Andhra Pradesh                                       |
| Konyak                  | Tibeto-birmanisch | 244.477                  | Nagaland                                             |
| Korku                   | Austroasiatisch   | 727.133                  | Madhya Pradesh, Maharashtra                          |
| Korwa                   | Austroasiatisch   | 28.453                   | Chhattisgarh                                         |
| Koya                    | Dravidisch        | 407.423                  | Telangana, Odisha, Andhra Pradesh                    |
| Kui                     | Dravidisch        | 941.488                  | Odisha                                               |
| Kuki                    | Tibeto-birmanisch | 83.968                   | Manipur, Assam, Nagaland                             |
| Kurukh (Oraon)          | Dravidisch        | 1.988.350                | Jharkhand, Chhattisgarh, Westbengalen, Odisha        |
| Ladakhi                 | Tibeto-birmanisch | 14.952                   | Ladakh                                               |
| Lahauli                 | Tibeto-birmanisch | 11.574                   | Himachal Pradesh                                     |
| Lahnda                  | Indoarisch        | 108.791                  | Haryana, Punjab, Rajasthan                           |
| Lakher                  | Tibeto-birmanisch | 42.429                   | Mizoram                                              |
| Lalung                  | Tibeto-birmanisch | 33.921                   | Assam                                                |
| Lepcha                  | Tibeto-birmanisch | 47.331                   | Sikkim                                               |
| Liangmei                | Tibeto-birmanisch | 49.811                   | Manipur                                              |
| Limbu                   | Tibeto-birmanisch | 40.835                   | Sikkim                                               |
| Lotha                   | Tibeto-birmanisch | 179.467                  | Nagaland                                             |
| Lushai (Mizo)           | Tibeto-birmanisch | 830.846                  | Mizoram                                              |
| Malto                   | Dravidisch        | 234.991                  | Jharkhand, Bihar                                     |
| Mao                     | Tibeto-birmanisch | 240.205                  | Manipur                                              |
| Maram                   | Tibeto-birmanisch | 32.460                   | Manipur                                              |
| Maring                  | Tibeto-birmanisch | 25.814                   | Manipur                                              |
| Miri (Mishing)          | Tibeto-birmanisch | 629.954                  | Assam                                                |
| Mishmi                  | Tibeto-birmanisch | 44.100                   | Arunachal Pradesh                                    |
| Mogh                    | Tibeto-birmanisch | 36.665                   | Tripura                                              |
| Monpa                   | Tibeto-birmanisch | 13.703                   | Arunachal Pradesh                                    |
| Munda                   | Austroasiatisch   | 505.922                  | Odisha, Assam, Westbengalen, Jharkhand               |
| Mundari                 | Austroasiatisch   | 1.128.228                | Jharkhand, Odisha                                    |
| Nikobaresisch           | Austroasiatisch   | 29.099                   | Andamanen und Nikobaren                              |
| Nissi (Dafla)           | Tibeto-birmanisch | 406.532                  | Arunachal Pradesh                                    |
| Nocte                   | Tibeto-birmanisch | 30.839                   | Arunachal Pradesh                                    |
| Paite                   | Tibeto-birmanisch | 79.507                   | Manipur, Mizoram                                     |
| Parji                   | Dravidisch        | 52.349                   | Chhattisgarh                                         |
| Pawi                    | Tibeto-birmanisch | 28.639                   | Mizoram                                              |
| Persisch                | Iranisch          | 11.688                   |                                                      |
| Phom                    | Tibeto-birmanisch | 54.416                   | Nagaland                                             |
| Pochury                 | Tibeto-birmanisch | 21.654                   | Nagaland                                             |
| Rabha                   | Tibeto-birmanisch | 139.986                  | Assam, Meghalaya, Westbengalen                       |
| Rai                     | Tibeto-birmanisch | 15.644                   | Sikkim, Arunachal Pradesh                            |
| Rengma                  | Tibeto-birmanisch | 65.328                   | Nagaland                                             |
| Sangtam                 | Tibeto-birmanisch | 76.000                   | Nagaland                                             |
| Savara                  | Austroasiatisch   | 409.549                  | Odisha, Andhra Pradesh                               |
| Sema                    | Tibeto-birmanisch | 10.802                   | Nagaland, Assam                                      |
| Sherpa                  | Tibeto-birmanisch | 16.012                   | Sikkim                                               |
| Shina                   | Indoarisch        | 32.247                   | Kargil                                               |
| Tamang                  | Tibeto-birmanisch | 20.154                   | Sikkim, Westbengalen, Assam                          |
| Tangkhul                | Tibeto-birmanisch | 187.276                  | Manipur                                              |
| Tangsa                  | Tibeto-birmanisch | 38.624                   | Arunachal Pradesh                                    |
| Thado                   | Tibeto-birmanisch | 229.340                  | Manipur                                              |
| Tibetisch               | Tibeto-birmanisch | 182.685                  | Ladakh, Karnataka, Himachal Pradesh                  |
| Tripuri                 | Tibeto-birmanisch | 1.011.294                | Tripura                                              |
| Tulu                    | Dravidisch        | 1.846.427                | Karnataka                                            |
| Vaiphei                 | Tibeto-birmanisch | 42.748                   | Manipur                                              |
| Wancho                  | Tibeto-birmanisch | 59.154                   | Arunachal Pradesh                                    |
| Yimchungre              | Tibeto-birmanisch | 83.259                   | Nagaland                                             |
| Zeliang                 | Tibeto-birmanisch | 63.529                   | Nagaland                                             |
| Zemi                    | Tibeto-birmanisch | 50.925                   | Assam, Manipur, Nagaland                             |
| Zou                     | Tibeto-birmanisch | 26.545                   | Manipur                                              |